# Beit Lahia
Beit Lahia, ou Beit Lahiya, en arabe : بيت لاهيا, est une ville du gouvernorat de Gaza-Nord en Palestine, au nord de la ville de Jabaliya et à proximité de Beit Hanoun et de la frontière avec Israël. Selon le recensement du bureau central palestinien des statistiques, la localité compte une population de 89 838 habitants en 2017. La ville est détruite par l'armée israélienne en 2024.

## Guerre de 2024 dans la Bande de Gaza
Une vingtaine de personnes sont tuées dans une frappe de l'armée israélienne sur Beit Lahia le 16 juillet 2024.
Au moins 87 personnes sont tuées dans un bombardement israélien sur la ville le 19 octobre.
Au moins 22 personnes, dont 11 femmes et deux enfants, sont tuées le 26 octobre dans une frappe israélienne.
Au moins 132 personnes sont tuées le 29 octobre dans un bombardement.
Les secours ne peuvent plus intervenir sur les lieux des bombardements à cause des menaces israéliennes. certains de leurs membres ont été détenus par l’armée israélienne. Des abris où les civils se réfugient, comme les écoles, sont pris pour cibles par les troupes israéliennes, a souligné Human Rights Watch. Les troupes israéliennes « ont arrêté des hommes puis ont incendié, attaqué ou occupé militairement ces abris », a relevé l’ONG dans un communiqué publié le 26 octobre.
Au moins 34 personnes sont tuées et une soixantaine portées disparues sous les gravats après une frappe israélienne sur un immeuble le 17 novembre. Les personnes tentant de porter secours aux disparus sont bombardées à l'artillerie. 
Des dizaines de personnes sont tuées le 21 novembre dans un bombardement israélien. 
Au moins quinze personnes son tuées dans deux frappes israéliennes le 29 novembre. 
L'hôpital Kamal Adouane est attaqué par des troupes israéliennes le 6 décembre. 
Au moins 22 personnes sont tuées dans un bombardement le 10 décembre. 
Dix personnes sont tuées dans une frappe israélienne sur des déplacés le 17 décembre.
Cinq membres du personnel de l'hôpital Kamal Adwan sont tués dans une frappe israélienne sur l'établissement le 26 décembre 2024. Les victimes sont un pédiatre, une technicienne de laboratoire, deux ambulanciers et un agent de maintenance. Cinquante personnes sont également tuées dans des bombardements autour de l'établissement.
L’hôpital est vidé par l'armée israélienne et en partie détruit lors dans raid le 27 décembre ; 240 personnes, dont le directeur de l'hôpital et des dizaines de membres du personnel médical sont arrêtées. Les patients dans un état critiques ont été transférés à l'hôpital indonésien, qui a été décrit comme « détruit et non fonctionnel », et les médecins ont été empêchés de les y rejoindre. L'OMS s'est déclarée « consternée » par le raid et a estimé que « le démantèlement systématique du système de santé [...] met en danger la vie des 75 000 Palestiniens qui restent dans la région ».
Selon l'historien Jean-Pierre Filiu la destruction méthodique de la ville et l'expulsion de sa population par Tsahal est caractéristique d'un nettoyage ethnique. 